# غالتييري
غالتييري (بالإيطالية: Gualtieri)‏ هي بلدية في مقاطعة ريدجو إميليا في إقليم إميليا رومانيا الإيطالي.

## السكان
في سنة 1861 بلغ عدد السكان 5٬923 نسمة، وتطور العدد ليصل في سنة 2011 لـ 6٬639 نسمة.
يظهر هذا المخطط البياني تطور النمو السكاني لـ غالتييري